# Zoran Marušić
Zoran Marušić (in serbo Зоран Марушић?; Kraljevo, 29 novembre 1993) è un calciatore serbo, attaccante del Neftchi Fergana.

## Carriera
Inizia la carriera in patria, giocando varie stagioni tra seconda e terza divisione, alle quali aggiunge anche due presenze in massima serie con il Voždovac. Tra il 2016 ed il 2017 gioca nella massima serie bosniaca, prima nello Slavija e poi nel Krupa. Dopo ulteriori due stagioni e mezzo nella seconda divisione serba, nel 2019 passa al Dnjapro Mahilëŭ, club della massima serie bielorussa, con cui mette a segno 4 reti in 25 presenze. Gioca poi nella massima serie bielorussa anche nel 2020, anno in cui realizza 10 reti in 27 presenze con la maglia del Nëman.
Il 12 gennaio 2021 viene acquistato a titolo definitivo dalla Dinamo Tbilisi, club della massima serie georgiana, con cui nell'estate del 2021 esordisce tra l'altro anche nelle competizioni UEFA per club, giocando due partite nei turni preliminari di Champions League e due partite nei turni preliminari di Conference League.

## Statistiche

### Presenze e reti nei club
Statistiche aggiornate al 18 ottobre 2021.
| Stagione              | Squadra               | Campionato            | Campionato | Campionato | Coppe nazionali | Coppe nazionali | Coppe nazionali | Coppe continentali | Coppe continentali | Coppe continentali | Altre coppe | Altre coppe | Altre coppe | Totale | Totale |
| Stagione              | Squadra               | Comp                  | Pres       | Reti       | Comp            | Pres            | Reti            | Comp               | Pres               | Reti               | Comp        | Pres        | Reti        | Pres   | Reti   |
| --------------------- | --------------------- | --------------------- | ---------- | ---------- | --------------- | --------------- | --------------- | ------------------ | ------------------ | ------------------ | ----------- | ----------- | ----------- | ------ | ------ |
| 2010-2011             | Sloga Kraljevo        | 2L                    | ?          | ?          | CS              | 0               | 0               |                    | -                  | -                  |             | -           | -           | ?      | ?      |
| 2011-2012             | Sloga Kraljevo        | 1L                    | 13         | 1          |                 | -               | -               |                    | -                  | -                  |             | -           | -           | 13     | 1      |
| 2012-2013             | Sloga Kraljevo        | 1L                    | 28         | 0          | CS              | 1               | 0               |                    | -                  | -                  |             | -           | -           | 29     | 0      |
| 2013-2014             | Sloga Kraljevo        | 1L                    | 22         | 7          | CS              | 1               | 0               |                    | -                  | -                  |             | -           | -           | 23     | 7      |
| Totale Sloga Kraljevo | Totale Sloga Kraljevo | Totale Sloga Kraljevo | 63+        | 8+         |                 | 2               | 0               |                    | -                  | -                  |             | -           | -           | 65+    | 8+     |
| ago.-dic. 2014        | Voždovac              | SL                    | 2          | 0          | CS              | -               | -               |                    | -                  | -                  |             | -           | -           | 2      | 0      |
| gen.-giu. 2015        | Sloga Kraljevo        | 1L                    | 5          | 1          | CS              | -               | -               |                    | -                  | -                  |             | -           | -           | 5      | 1      |
| 2015-feb. 2016        | Sloga Kraljevo        | 2L                    | ?          | ?          | CS              | 0               | 0               |                    | -                  | -                  |             | -           | -           | 0      | 0      |
| Totale Sloga Kraljevo | Totale Sloga Kraljevo | Totale Sloga Kraljevo | 5+         | 1+         |                 | 0               | 0               |                    | -                  | -                  |             | -           | -           | 5+     | 1+     |
| feb.-giu. 2016        | Slavija               | PL                    | 7          | 1          | CB              | -               | -               |                    | -                  | -                  |             | -           | -           | 7      | 1      |
| 2016-gen. 2017        | Krupa                 | PL                    | 10         | 1          | CB              | -               | -               |                    | -                  | -                  |             | -           | -           | 10     | 1      |
| gen.-giu. 2017        | BSK Borča             | 1L                    | 9          | 0          | CS              | -               | -               |                    | -                  | -                  |             | -           | -           | 9      | 0      |
| 2017-2018             | Temnić 1924 Varvarin  | 1L                    | 29         | 2          |                 | -               | -               |                    | -                  | -                  |             | -           | -           | 29     | 2      |
| 2018-gen. 2019        | Sloboda Užice         | 1L                    | 14         | 0          | CS              | 0               | 0               |                    | -                  | -                  |             | -           | -           | 14     | 0      |
| 2019                  | Dnjapro Mahilëŭ       | VL                    | 25         | 4          | CB              | 2               | 0               |                    | -                  | -                  |             | -           | -           | 27     | 4      |
| 2020                  | Nëman                 | VL                    | 27         | 10         | CB              | 1               | 1               |                    | -                  | -                  |             | -           | -           | 28     | 11     |
| 2021                  | Dinamo Tbilisi        | EL                    | 36         | 16         | CG              | 1               | 0               | UCL+UECL           | 2+2                | 1+0                | SG          | 1           | 1           | 42     | 18     |
| Totale carriera       | Totale carriera       | Totale carriera       | 227+       | 43+        |                 | 6               | 1               |                    | 4                  | 1                  |             | 1           | 1           | 238+   | 46+    |

## Palmarès

### Club

#### Competizioni nazionali
- Supercoppa di Georgia: 1

Dinamo Tbilisi: 2021
- Campionato uzbeko: 1

Nasaf Qarshi: 2024

### Individuale
- Capocannoniere del campionato georgiano: 1

2021 (16 gol)